# 67.ª Avenida (línea Queens Boulevard)
67ª Avenida (algunas veces llamada  Woodhaven Boulevard – Slattery Plaza) es una estación en la línea Queens Boulevard del Metro de Nueva York de la División B del Independent Subway System (IND). La estación se encuentra localizada en Forest Hills, Queens entre la 67.ª Avenida y Queens Boulevard. La estación es servida en varios horarios por diferentes trenes del servicio ,  y .